# Convocazioni all'European League maschile 2016
Elenco dei giocatori convocati per l'European League 2016.

## Albania
| N° | Nome             | Ruolo | Data di nascita   | Squadra             |
| -- | ---------------- | ----- | ----------------- | ------------------- |
| -  | Jovan Melka      | All   | 19 maggio 1964    | -                   |
| 1  | Altin Gorenxa    | L     | 4 maggio 1978     | Studenti Tirana     |
| 2  | Renato Kola      | L     | 8 luglio 1987     | -                   |
| 4  | Redjo Koçi       | S     | 1º novembre 1994  | -                   |
| 5  | Gert Lisha       | P     | 28 giugno 1995    | Southern California |
| 6  | Arber Troka      | S/O   | 29 dicembre 1988  | -                   |
| 7  | Adriatik Kajtazi | P     | 17 agosto 1987    | Drenica             |
| 8  | Gazmend Husaj    | S     | 23 dicembre 1987  | İnegöl              |
| 9  | Kreshnik Malaj   | C     | 9 novembre 1989   | Studenti Tirana     |
| 10 | Enea Xhelati     | S/O   | 15 maggio 1982    | -                   |
| 11 | Alvi Shurdhi     | S     | 3 agosto 1995     | -                   |
| 12 | Asmend Kula      | C     | 10 gennaio 1994   | -                   |
| 13 | Blerim Pepaj     | C     | 9 novembre 1985   | -                   |
| 14 | Anton Qafarena   | S/O   | 11 giugno 1997    | Studenti Tirana     |
| 16 | Gjergj Bardhi    | C     | 12 settembre 1982 | -                   |

## Austria
| N° | Nome                   | Ruolo | Data di nascita   | Squadra                |
| -- | ---------------------- | ----- | ----------------- | ---------------------- |
| -  | Michael Warm           | All   | 25 marzo 1968     | -                      |
| 1  | Philipp Kroiss         | L     | 2 marzo 1988      | Beauvais               |
| 3  | Peter Wohlfahrtstätter | C     | 10 marzo 1989     | Aich/Dob               |
| 4  | Karl Jurkovics         | C     | 9 settembre 1994  | Amstetten              |
| 5  | Thomas Tröthann        | S     | 4 maggio 1992     | Amstetten              |
| 6  | Anton Menner           | S     | 25 luglio 1994    | Raiffeisen Waldviertel |
| 7  | Lorenz Koraimann       | S     | 7 maggio 1993     | Tirol                  |
| 8  | Alexander Tusch        | P     | 19 novembre 1992  | Tirol                  |
| 9  | Thomas Zass            | S/O   | 27 settembre 1989 | Adana Toros            |
| 12 | Alexander Berger       | S     | 27 settembre 1988 | Padova                 |
| 13 | Maximilian Thaller     | P     | 13 dicembre 1993  | Aich/Dob               |
| 14 | Florian Ringseis       | L     | 9 luglio 1992     | Rüsselsheim            |
| 15 | Nicolai Grabmüller     | C     | 18 aprile 1996    | -                      |
| 16 | Clemens Unterberger    | C     | 22 febbraio 1994  | Graz                   |
| 18 | Paul Buchegger         | S/O   | 4 marzo 1996      | Bühl                   |
| 20 | David Michel           | S     | 27 ottobre 1996   | Raiffeisen Waldviertel |
| 21 | Alexander Harthaller   | S     | 17 agosto 1994    | IPFW                   |

## Bielorussia
| N° | Nome                   | Ruolo | Data di nascita   | Squadra        |
| -- | ---------------------- | ----- | ----------------- | -------------- |
| -  | Aliaksandr Sinhayevski | All   | 12 settembre 1960 | -              |
| 1  | Andrei Radziuk         | S     | 29 marzo 1990     | Lugano         |
| 2  | Pavel Avdočenko        | O     | 13 giugno 1990    | Budaŭnik Minsk |
| 3  | Yauheni Nazarau        | P     | 22 maggio 1995    | -              |
| 5  | Siarhei Busel          | C     | 30 maggio 1989    | -              |
| 7  | Artur Udrys            | C     | 21 maggio 1990    | -              |
| 8  | Dzmitry Vash           | P     | 23 aprile 1988    | Budaŭnik Minsk |
| 10 | Kiryl Krasneŭski       | S     | 31 luglio 1987    | Aich/Dob       |
| 11 | Stanislau Zabarouski   | L     | 4 gennaio 1988    | Budaŭnik Minsk |
| 12 | Yury Martynau          | S     | 6 maggio 1991     | -              |
| 14 | Vadzim Pranko          | C     | 14 settembre 1991 | Budaŭnik Minsk |
| 17 | Maksim Marozau         | C     | 29 maggio 1989    | Budaŭnik Minsk |
| 19 | Radzivon Miskevič      | O     | 22 aprile 1995    | Budaŭnik Minsk |
| 23 | Pavel Kuklinski        | S     | 18 dicembre 1989  | BATĖ-BDUFK     |

## Bulgaria
| N° | Nome               | Ruolo | Data di nascita   | Squadra            |
| -- | ------------------ | ----- | ----------------- | ------------------ |
| -  | Miroslav Živkov    | All   | 16 giugno 1971    | -                  |
| 1  | Martin Atanasov    | S     | 27 settembre 1996 | Levski Sofia       |
| 2  | Javor Genov        | S     | 22 dicembre 1990  | -                  |
| 3  | Georgi Mančev      | P     | 20 luglio 1990    | -                  |
| 5  | Svetoslav Gocev    | C     | 31 agosto 1990    | Shahrdari Tabriz   |
| 6  | Dobromir Ivanov    | L     | 11 febbraio 1988  | Montana            |
| 8  | Trifon Lapkov      | O     | 1º febbraio 1996  | Montana            |
| 9  | Dobromir Dimitrov  | P     | 9 luglio 1991     | Sir Safety Perugia |
| 11 | Velizar Černokožev | O     | 23 aprile 1995    | Dobrudža           |
| 12 | Jani Jeliazkov     | O     | 15 settembre 1992 | Alessano           |
| 13 | Jani Georgiev      | S     | 9 dicembre 1995   | -                  |
| 14 | Chono Penčev       | P     | 11 dicembre 1994  | -                  |
| 16 | Ivan Latunov       | C     | 29 giugno 1990    | -                  |
| 17 | Petar Karakašev    | L     | 11 febbraio 1991  | -                  |
| 18 | Spas Bajrev        | O     | 28 maggio 1993    | -                  |
| 19 | Zlatko K'osev      | S     | 24 maggio 1993    | -                  |
| 20 | Zlatan Jordanov    | S     | 2 marzo 1991      | -                  |
| 21 | Krasimir Georgiev  | C     | 13 febbraio 1995  | PAOK               |
| 22 | Nikolaj Kărtev     | C     | 20 settembre 1995 | -                  |
| 23 | Georgi Čalăkov     | C     | 29 aprile 1990    | -                  |

## Danimarca
| N° | Nome                | Ruolo | Data di nascita   | Squadra    |
| -- | ------------------- | ----- | ----------------- | ---------- |
| -  | Mikael Trolle       | All   | 16 giugno 1959    | -          |
| 1  | Peter Jensen        | S     | 17 marzo 1990     | Menen      |
| 3  | Simon Bitsch        | L     | 22 dicembre 1990  | Marienlyst |
| 4  | Simon Andersen      | C     | 20 aprile 1997    | Middelfart |
| 5  | Simon Gade          | C     | 6 settembre 1991  | Gentofte   |
| 6  | Aske Sorensen       | C     | 20 aprile 1993    | Gentofte   |
| 8  | Axel Jacobsen       | P     | 10 luglio 1984    | UPCN       |
| 9  | Philip Özari        | S     | 26 giugno 1993    | Gentofte   |
| 10 | Mads Møllgaard      | S     | 7 maggio 1995     | Gentofte   |
| 13 | Nicolai Houmann     | C     | 22 luglio 1994    | Hvidovre   |
| 14 | Oscar Møllgaard     | S     | 11 febbraio 1997  | Gentofte   |
| 15 | Peter Bonnesen      | S/O   | 16 marzo 1993     | Gentofte   |
| 16 | Steen Sørensen      | S     | 14 settembre 1988 | Marienlyst |
| 17 | Rasmus Nielsen      | S     | 22 maggio 1994    | Waremme    |
| 20 | Sebastian Mikelsons | P     | 20 novembre 1988  | Gentofte   |
| 23 | Nikolaj Hjort       | L     | 13 marzo 1998     | Marienlyst |

## Estonia
| N° | Nome           | Ruolo | Data di nascita   | Squadra        |
| -- | -------------- | ----- | ----------------- | -------------- |
| -  | Gheorghe Crețu | All   | 8 agosto 1968     | -              |
| 3  | Keith Pupart   | S     | 19 marzo 1985     | Cuprum Lubin   |
| 4  | Ardo Kreek     | C     | 7 agosto 1986     | Paris          |
| 5  | Kert Toobal    | P     | 3 giugno 1979     | İnegöl         |
| 7  | Renee Teppan   | S/O   | 26 settembre 1993 | Tirol          |
| 8  | Karli Allik    | S     | 25 settembre 1996 | Audentese      |
| 9  | Robert Täht    | S     | 15 agosto 1993    | Cuprum Lubin   |
| 10 | Denis Losnikov | L     | 25 febbraio 1994  | Audentese      |
| 11 | Oliver Venno   | S/O   | 23 maggio 1990    | Ziraat Bankası |
| 13 | Andres Toobal  | P     | 27 agosto 1988    | Audentese      |
| 14 | Rait Rikberg   | L     | 30 agosto 1982    | Duo            |
| 17 | Timo Tammemaa  | C     | 18 novembre 1991  | Pärnu          |
| 18 | Rauno Tamme    | S     | 7 aprile 1992     | -              |
| 19 | Andri Aganits  | C     | 7 settembre 1993  | Stade Poitevin |
| 20 | Kevin Soo      | C     | 12 marzo 1993     | -              |

## Lussemburgo
| N° | Nome              | Ruolo | Data di nascita  | Squadra    |
| -- | ----------------- | ----- | ---------------- | ---------- |
| -  | Dieter Scholl     | All   | 28 gennaio 1969  | -          |
| 1  | Dominik Husi      | L     | 4 gennaio 1985   | Einsiedeln |
| 2  | Olivier De Castro | L     | 12 febbraio 1988 | Strassen   |
| 3  | Mateja Gajin      | S     | 16 dicembre 1996 | -          |
| 4  | Kamil Rychlicki   | S     | 1º novembre 1996 | Strassen   |
| 5  | Arnaud Maroldt    | S/O   | 30 giugno 1987   | -          |
| 6  | Gilles Braas      | P     | 17 marzo 1992    | RSR Walfer |
| 7  | Jan Lux           | C     | 21 giugno 1984   | -          |
| 8  | Ralf Lentz        | C     | 2 febbraio 1981  | Strassen   |
| 9  | Steve Weber       | S/O   | 18 febbraio 1997 | Bartréng   |
| 11 | Tim Laevaert      | S     | 25 gennaio 1987  | CHEV       |
| 12 | Charel Hoffmann   | S     | 14 luglio 1997   | Bartréng   |
| 13 | Yannick Erpelding | C     | 11 maggio 1997   | Bartréng   |
| 14 | Chris Zuidberg    | C     | 2 settembre 1994 | Tours      |
| 15 | Frantizek Vosahlo | S     | 24 luglio 1989   | -          |
| 16 | Philippe Glesener | P     | 24 aprile 1998   | RSR Walfer |
| 17 | Max Funk          | P     | 24 luglio 1996   | Strassen   |
| 19 | Max Kiffer        | C     | 30 agosto 1995   | -          |

## Macedonia
| N° | Nome               | Ruolo | Data di nascita   | Squadra         |
| -- | ------------------ | ----- | ----------------- | --------------- |
| -  | Žarko Ristoski     | All   | 25 luglio 1975    | -               |
| 1  | Darko Angelovski   | L     | 4 febbraio 1994   | -               |
| 2  | Ǵorǵi Ǵorǵiev      | P     | 22 maggio 1992    | -               |
| 3  | Gjoko Josifov      | C     | 6 marzo 1985      | -               |
| 4  | Nikola Ǵorǵiev     | S/O   | 23 luglio 1988    | -               |
| 6  | Filip Despotovski  | P     | 2 luglio 1986     | Arcada Galați   |
| 7  | Slave Nakov        | C     | 25 agosto 1994    | -               |
| 8  | Aleksandar Ljaftov | S     | 15 agosto 1990    | -               |
| 9  | Jovica Simovski    | S/O   | 17 novembre 1982  | Gazélec Ajaccio |
| 10 | Risto Klopcheski   | C     | 19 maggio 1993    | -               |
| 12 | Filip Nikolovski   | S     | 9 novembre 1997   | -               |
| 13 | Dejan Simovski     | C     | 29 aprile 1985    | SAS             |
| 14 | Ivan Andonov       | S     | 22 ottobre 1989   | -               |
| 16 | Stojan Iliev       | S     | 3 marzo 1999      | -               |
| 18 | Vase Mihailov      | L     | 15 settembre 1986 | -               |